# Grand Prix Japonii 2018

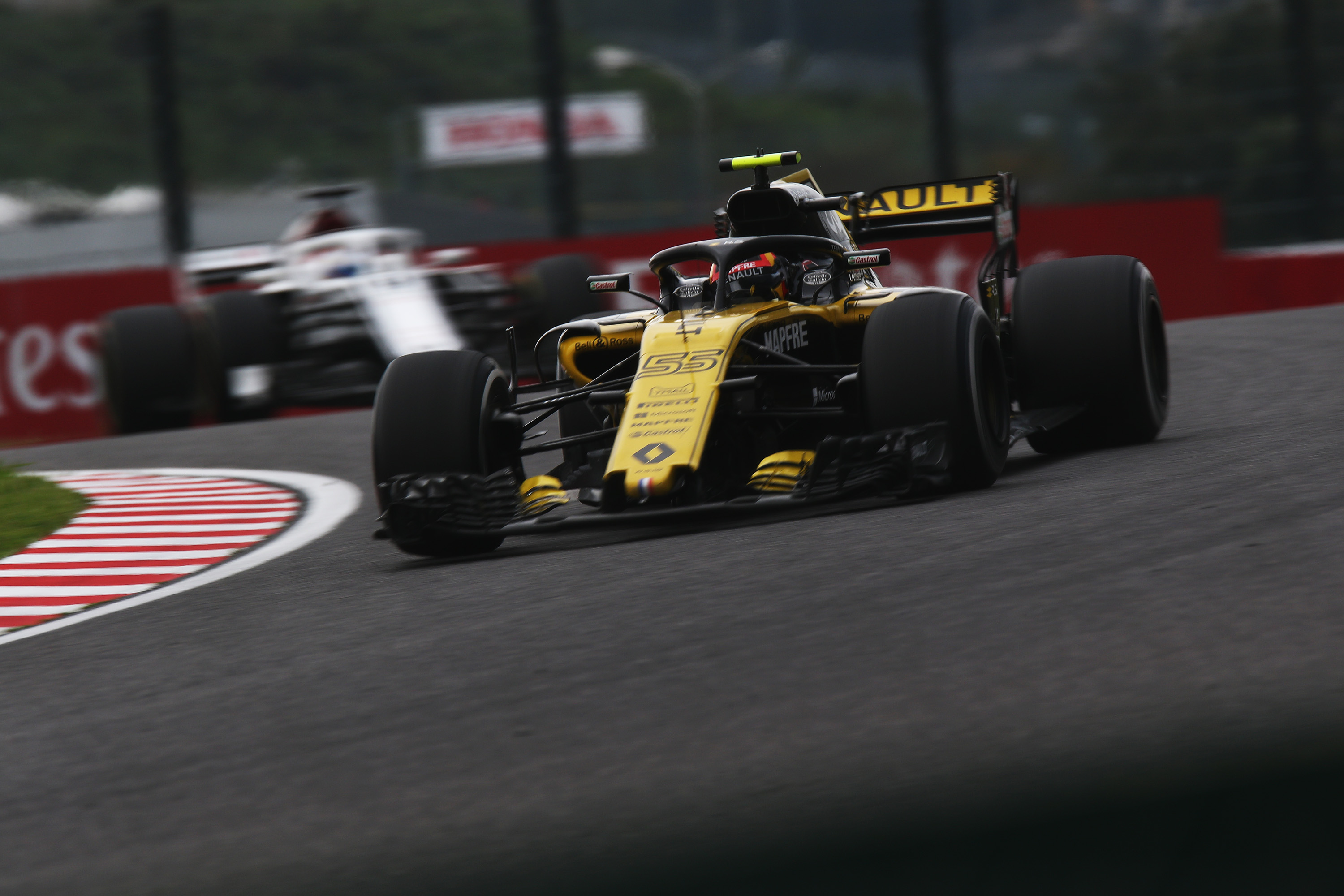
Carlos Sainz Jr. podczas Grand Prix Japonii 2018

Grand Prix Japonii 2018, oficjalnie Formula 1 2018 Honda Japanese Grand Prix – siedemnasta eliminacja Mistrzostw Świata Formuły 1 w sezonie 2018. Grand Prix odbyło się w dniach 5–7 października 2018 roku na torze Suzuka International Racing Course w mieście Suzuka.

## Lista startowa
Źródło: Wyprzedź Mnie!
| Nr | Kierowca          | Zespół                           | Samochód                      | Silnik            | Opony |
| -- | ----------------- | -------------------------------- | ----------------------------- | ----------------- | ----- |
| 2  | Stoffel Vandoorne | McLaren F1 Team                  | McLaren MCL33                 | Renault 1.6T V6   | P     |
| 3  | Daniel Ricciardo  | Aston Martin Red Bull Racing     | Red Bull RB14                 | TAG Heuer 1.6T V6 | P     |
| 5  | Sebastian Vettel  | Scuderia Ferrari                 | Ferrari SF71H                 | Ferrari 1.6T V6   | P     |
| 7  | Kimi Räikkönen    | Scuderia Ferrari                 | Ferrari SF71H                 | Ferrari 1.6T V6   | P     |
| 8  | Romain Grosjean   | Haas F1 Team                     | Haas VF-18                    | Ferrari 1.6T V6   | P     |
| 9  | Marcus Ericsson   | Alfa Romeo Sauber F1 Team        | Sauber C37                    | Ferrari 1.6T V6   | P     |
| 10 | Pierre Gasly      | Red Bull Toro Rosso Honda        | Toro Rosso STR13              | Honda 1.6T V6     | P     |
| 11 | Sergio Pérez      | Racing Point Force India F1 Team | Force India VJM11             | Mercedes 1.6T V6  | P     |
| 14 | Fernando Alonso   | McLaren F1 Team                  | McLaren MCL33                 | Renault 1.6T V6   | P     |
| 16 | Charles Leclerc   | Alfa Romeo Sauber F1 Team        | Sauber C37                    | Ferrari 1.6T V6   | P     |
| 18 | Lance Stroll      | Williams Martini Racing          | Williams FW41                 | Mercedes 1.6T V6  | P     |
| 20 | Kevin Magnussen   | Haas F1 Team                     | Haas VF-18                    | Ferrari 1.6T V6   | P     |
| 27 | Nico Hülkenberg   | Renault Sport Formula One Team   | Renault R.S.18                | Renault 1.6T V6   | P     |
| 28 | Brendon Hartley   | Red Bull Toro Rosso Honda        | Toro Rosso STR13              | Honda 1.6T V6     | P     |
| 31 | Esteban Ocon      | Racing Point Force India F1 Team | Force India VJM11             | Mercedes 1.6T V6  | P     |
| 33 | Max Verstappen    | Aston Martin Red Bull Racing     | Red Bull RB14                 | TAG Heuer 1.6T V6 | P     |
| 35 | Siergiej Sirotkin | Williams Martini Racing          | Williams FW41                 | Mercedes 1.6T V6  | P     |
| 44 | Lewis Hamilton    | Mercedes AMG Petronas Motorsport | Mercedes AMG F1 W09 EQ Power+ | Mercedes 1.6T V6  | P     |
| 47 | Lando Norris      | McLaren F1 Team                  | McLaren MCL33                 | Renault 1.6T V6   | P     |
| 55 | Carlos Sainz Jr.  | Renault Sport Formula One Team   | Renault R.S.18                | Renault 1.6T V6   | P     |
| 77 | Valtteri Bottas   | Mercedes AMG Petronas Motorsport | Mercedes AMG F1 W09 EQ Power+ | Mercedes 1.6T V6  | P     |
| Nr | Kierowca          | Zespół                           | Samochód                      | Silnik            | Opony |

## Wyniki

### Sesje treningowe
Źródło: Wyprzedź Mnie!
| Sesja | Nr | Kierowca       | Konstruktor | Czas     | Okr. |
| ----- | -- | -------------- | ----------- | -------- | ---- |
| 1     | 44 | Lewis Hamilton | Mercedes    | 1:28,691 | 25   |
| 2     | 44 | Lewis Hamilton | Mercedes    | 1:28,217 | 31   |
| 3     | 44 | Lewis Hamilton | Mercedes    | 1:29,599 | 13   |

### Kwalifikacje
Źródło: Wyprzedź Mnie!
| Poz. | Nr | Kierowca          | Konstruktor | Q1       | Q2         | Q3       | Poz. s. |
| --- | --- | ----------------- | ----------- | -------- | ---------- | -------- | ------- |
| 1 | 44 | Lewis Hamilton    | Mercedes    | 1:28,702 | 1:28,017   | 1:27,760 | 1       |
| 2 | 77 | Valtteri Bottas   | Mercedes    | 1:29,297 | 1:27,987   | 1:28,059 | 2       |
| 3 | 33 | Max Verstappen    | Red Bull    | 1:29,480 | 1:28,849   | 1:29,057 | 3       |
| 4 | 7 | Kimi Räikkönen    | Ferrari     | 1:29,631 | 1:28,595   | 1:29,521 | 4       |
| 5 | 8 | Romain Grosjean   | Haas        | 1:29,724 | 1:29,678   | 1:29,761 | 5       |
| 6 | 28 | Brendon Hartley   | Toro Rosso  | 1:30,248 | 1:29,848   | 1:30,023 | 6       |
| 7 | 10 | Pierre Gasly      | Toro Rosso  | 1:30,137 | 1:29,810   | 1:30,093 | 7       |
| 8 | 31 | Esteban Ocon      | Force India | 1:29,899 | 1:28,279   | 1:30,126 | 11      |
| 9 | 5 | Sebastian Vettel  | Ferrari     | 1:29,049 | 1:28,279   | 1:32,192 | 8       |
| 10 | 11 | Sergio Pérez      | Force India | 1:30,247 | 1:29,567   | 1:37,229 | 9       |
| 11 | 16 | Charles Leclerc   | Sauber      | 1:29,706 | 1:29,864   |          | 10      |
| 12 | 20 | Kevin Magnussen   | Haas        | 1:30,219 | 1:30,226   |          | 12      |
| 13 | 55 | Carlos Sainz Jr.  | Renault     | 1:30,236 | 1:30,490   |          | 13      |
| 14 | 18 | Lance Stroll      | Williams    | 1:30,317 | 1:30,714   |          | 14      |
| 15 | 3 | Daniel Ricciardo  | Red Bull    | 1:29,806 | brak czasu |          | 15      |
| 16 | 27 | Nico Hülkenberg   | Renault     | 1:30,361 |            |          | 16      |
| 17 | 35 | Siergiej Sirotkin | Williams    | 1:30,372 |            |          | 17      |
| 18 | 14 | Fernando Alonso   | McLaren     | 1:30,573 |            |          | 18      |
| 19 | 2 | Stoffel Vandoorne | McLaren     | 1:31,041 |            |          | 19      |
| 20 | 9 | Marcus Ericsson   | Sauber      | 1:31,213 |            |          | 20      |
| Poz. | Nr | Kierowca          | Konstruktor | Q1       | Q2         | Q3       | Poz. s. |
| \| Legenda \| Legenda \| \| ------------------------ \| ---------------------------------------------------------------------------------------------------------------------------------------------------------------------------------------------------------------------------------------------------------------- \| \| Poz. Nr Q1 Q2 Q3 Poz. s. \| Pozycja zajęta w sesji kwalifikacyjnej Numer startowy kierowcy Wynik uzyskany w pierwszej części kwalifikacji Wynik uzyskany w drugiej części kwalifikacji Wynik uzyskany w trzeciej części kwalifikacji Pozycja startowa po uwzględnięniu kar, przesunięć, itp. \| | |                   |             |          |            |          |         |
| Legenda | |                   |             |          |            |          |         |
| Poz. Nr Q1 Q2 Q3 Poz. s. | Pozycja zajęta w sesji kwalifikacyjnej Numer startowy kierowcy Wynik uzyskany w pierwszej części kwalifikacji Wynik uzyskany w drugiej części kwalifikacji Wynik uzyskany w trzeciej części kwalifikacji Pozycja startowa po uwzględnięniu kar, przesunięć, itp. |                   |             |          |            |          |         |

Uwagi
1. ↑  Esteban Ocon został ukarany cofnięciem o 3 pozycje, gdyż nie zwolnił podczas czerwonej flagi podczas treningu.
2. ↑  Marcus Ericsson został ukarany cofnięciem o 15 pozycji; 10 za wymianę jednostki napędowej, 5 za nieprzewidzianą zmianę skrzyni biegów.

### Wyścig
Źródło: Wyprzedź Mnie!
| P                 | + / –     | Nr | Kierowca          | Konstruktor | Okr. | Czas / Strata | Komentarz          |
| ----------------- | --------- | -- | ----------------- | ----------- | ---- | ------------- | ------------------ |
| 1                 | Bez zmian | 44 | Lewis Hamilton    | Mercedes    | 53   | 1h27m17,062   |                    |
| 2                 | Bez zmian | 77 | Valtteri Bottas   | Mercedes    | 53   | +0:12,919     |                    |
| 3                 | Bez zmian | 33 | Max Verstappen    | Red Bull    | 53   | +0:14,295     |                    |
| 4                 | 11        | 3  | Daniel Ricciardo  | Red Bull    | 53   | +0:19,495     |                    |
| 5                 | 1         | 7  | Kimi Räikkönen    | Ferrari     | 53   | +0:50,998     |                    |
| 6                 | 2         | 5  | Sebastian Vettel  | Ferrari     | 53   | +1:09,873     |                    |
| 7                 | 2         | 11 | Sergio Pérez      | Force India | 53   | +1:19,379     |                    |
| 8                 | 3         | 8  | Romain Grosjean   | Haas        | 53   | +1:27,198     |                    |
| 9                 | 2         | 31 | Esteban Ocon      | Force India | 53   | +1:28,055     |                    |
| 10                | 3         | 55 | Carlos Sainz Jr.  | Renault     | 52   | +1 okr.       |                    |
| 11                | 4         | 10 | Pierre Gasly      | Toro Rosso  | 52   | +1 okr.       |                    |
| 12                | 8         | 9  | Marcus Ericsson   | Sauber      | 52   | +1 okr.       |                    |
| 13                | 7         | 28 | Brendon Hartley   | Toro Rosso  | 52   | +1 okr.       |                    |
| 14                | 4         | 14 | Fernando Alonso   | McLaren     | 52   | +1 okr.       |                    |
| 15                | 4         | 2  | Stoffel Vandoorne | McLaren     | 52   | +1 okr.       |                    |
| 16                | 1         | 35 | Siergiej Sirotkin | Williams    | 52   | +1 okr.       |                    |
| 17                | 3         | 18 | Lance Stroll      | Williams    | 52   | +1 okr.       |                    |
| Niesklasyfikowani |           |    |                   |             |      |               |                    |
|                   |           | 16 | Charles Leclerc   | Sauber      | 38   | +15 okr.      | wycofał się        |
|                   |           | 27 | Nico Hülkenberg   | Renault     | 37   | +16 okr.      | jednostka napędowa |
|                   |           | 20 | Kevin Magnussen   | Haas        | 8    | +45 okr.      | uszkodzenia bolidu |
| P                 | + / –     | Nr | Kierowca          | Konstruktor | Okr. | Czas / Strata | Komentarz          |

### Najszybsze okrążenie
Źródło: Wyprzedź Mnie!
| Nr | Kierowca         | Konstruktor | Czas     | Okr. |
| -- | ---------------- | ----------- | -------- | ---- |
| 5  | Sebastian Vettel | Ferrari     | 1:32,318 | 53   |

### Prowadzenie w wyścigu
| Nr                              | Kierowca       | Konstruktor | Okrążenia | Suma |
| ------------------------------- | -------------- | ----------- | --------- | ---- |
| 44                              | Lewis Hamilton | Mercedes    | 1-53      | 53   |
| \| Wykres \| \| ------ \| \| \| |                |             |           |      |
| Źródło: racing-reference.info   |                |             |           |      |
| Wykres                          |                |             |           |      |
|                                 |                |             |           |      |

## Klasyfikacja po wyścigu

### Kierowcy
| P  | +/− | Kierowca          | Starty | Punkty | P1 | P2 | P3 | PP | NO | NS |
| -- | --- | ----------------- | ------ | ------ | -- | -- | -- | -- | -- | -- |
| 1  | 0   | Lewis Hamilton    | 17     | 331    | 9  | 3  | 2  | 8  | 2  | 1  |
| 2  | 0   | Sebastian Vettel  | 17     | 264    | 5  | 2  | 3  | 5  | 2  | 1  |
| 3  | 0   | Valtteri Bottas   | 17     | 207    | –  | 7  | 1  | 2  | 5  | 1  |
| 4  | 0   | Kimi Räikkönen    | 17     | 196    | –  | 3  | 6  | 1  | 1  | 3  |
| 5  | 0   | Max Verstappen    | 17     | 173    | 1  | 2  | 4  | –  | 2  | 3  |
| 6  | 0   | Daniel Ricciardo  | 17     | 146    | 2  | –  | –  | 1  | 4  | 6  |
| 7  | +3  | Sergio Pérez      | 17     | 53     | –  | –  | 1  | –  | –  | 1  |
| 8  | −1  | Kevin Magnussen   | 17     | 53     | –  | –  | –  | –  | 1  | 2  |
| 9  | −1  | Nico Hülkenberg   | 17     | 53     | –  | –  | –  | –  | –  | 5  |
| 10 | −1  | Fernando Alonso   | 17     | 50     | –  | –  | –  | –  | –  | 4  |
| 11 | 0   | Esteban Ocon      | 17     | 49     | –  | –  | –  | –  | –  | 4  |
| 12 | 0   | Carlos Sainz Jr.  | 17     | 39     | –  | –  | –  | –  | –  | 1  |
| 13 | +1  | Romain Grosjean   | 17     | 31     | –  | –  | –  | –  | –  | 5  |
| 14 | −1  | Pierre Gasly      | 17     | 28     | –  | –  | –  | –  | –  | 4  |
| 15 | 0   | Charles Leclerc   | 17     | 21     | –  | –  | –  | –  | –  | 4  |
| 16 | 0   | Stoffel Vandoorne | 17     | 8      | –  | –  | –  | –  | –  | 2  |
| 17 | 0   | Lance Stroll      | 17     | 6      | –  | –  | –  | –  | –  | 2  |
| 18 | 0   | Marcus Ericsson   | 17     | 6      | –  | –  | –  | –  | –  | 2  |
| 19 | 0   | Brendon Hartley   | 17     | 2      | –  | –  | –  | –  | –  | 5  |
| 20 | 0   | Siergiej Sirotkin | 17     | 1      | –  | –  | –  | –  | –  | 3  |
| P  | +/− | Kierowca          | Starty | Punkty | P1 | P2 | P3 | PP | NO | NS |

### Konstruktorzy
| P  | +/− | Konstruktor               | Starty | Punkty   | P1 | P2 | P3 | PP | NO | NS |
| -- | --- | ------------------------- | ------ | -------- | -- | -- | -- | -- | -- | -- |
| 1  | 0   | Mercedes                  | 34     | 538      | 9  | 10 | 3  | 10 | 7  | 2  |
| 2  | 0   | Ferrari                   | 34     | 460      | 5  | 5  | 9  | 6  | 3  | 4  |
| 3  | 0   | Red Bull Racing-TAG Heuer | 34     | 319      | 3  | 2  | 4  | 1  | 6  | 9  |
| 4  | 0   | Renault                   | 34     | 92       | –  | –  | –  | –  | –  | 6  |
| 5  | 0   | Haas-Ferrari              | 34     | 84       | –  | –  | –  | –  | 1  | 7  |
| 6  | 0   | McLaren-Renault           | 34     | 58       | –  | –  | –  | –  | –  | 6  |
| 7  | 0   | Force India-Mercedes      | 34     | 43 (59†) | –  | –  | 1  | –  | –  | 5  |
| 8  | 0   | Scuderia Toro Rosso-Honda | 34     | 30       | –  | –  | –  | –  | –  | 9  |
| 9  | 0   | Sauber-Ferrari            | 34     | 27       | –  | –  | –  | –  | –  | 6  |
| 10 | 0   | Williams-Mercedes         | 34     | 7        | –  | –  | –  | –  | –  | 5  |
| P  | +/− | Konstruktor               | Starty | Punkty   | P1 | P2 | P3 | PP | NO | NS |

† – Przed Grand Prix Belgii ze względu na anulowanie dotychczasowego zgłoszenia i startowanie z nowym, zespół stracił punkty w klasyfikacji konstruktorów.